# Nhà thờ Thánh Anna, Warszawa
Nhà thờ St.Anne (tiếng Ba Lan: Kościół św. Anny Anny) là một nhà thờ ở trung tâm lịch sử của Warsaw, Ba Lan, liền kề Quảng trường Lâu đài, tại số 68 Krakowskie Przingmieście. Đây là một trong những nhà thờ đáng chú ý nhất của Ba Lan với mặt tiền tân cổ điển. Nhà thờ được xếp hạng trong số các tòa nhà lâu đời nhất của Warsaw. Theo thời gian, nó đã cho thấy nhiều sự tái tạo, dẫn đến vẻ bề ngoài của nó ngày nay, không thay đổi kể từ năm 1788 đến nay. Hiện tại đây là giáo xứ chính của cộng đồng học thuật tại Warsaw.

## Lịch sử
Năm 1454, Nữ công tước Masovia Anna Fiodorowna  (trong một số sách cũ được gọi nhầm là Holszanska), từ ngôi nhà sang trọng Ruthernized Litva, đã thành lập nhà thờ này với một tu sĩ cho tu sĩ dòng Phan Sinh (Order of Friars Minor).
Quảng trường trước nhà thờ là nơi tôn kính của các vị vua Ba Lan bởi những người cai trị nước Phổ (người đầu tiên vào năm 1578, người cuối cùng vào năm 1621). Năm 1582, một tòa tháp thanh mảnh đã được xây dựng ở nhà thờ. Một thời gian sau, nó được bao bọc bởi một thành lũy và được đưa vào các pháo đài của thành phố. 

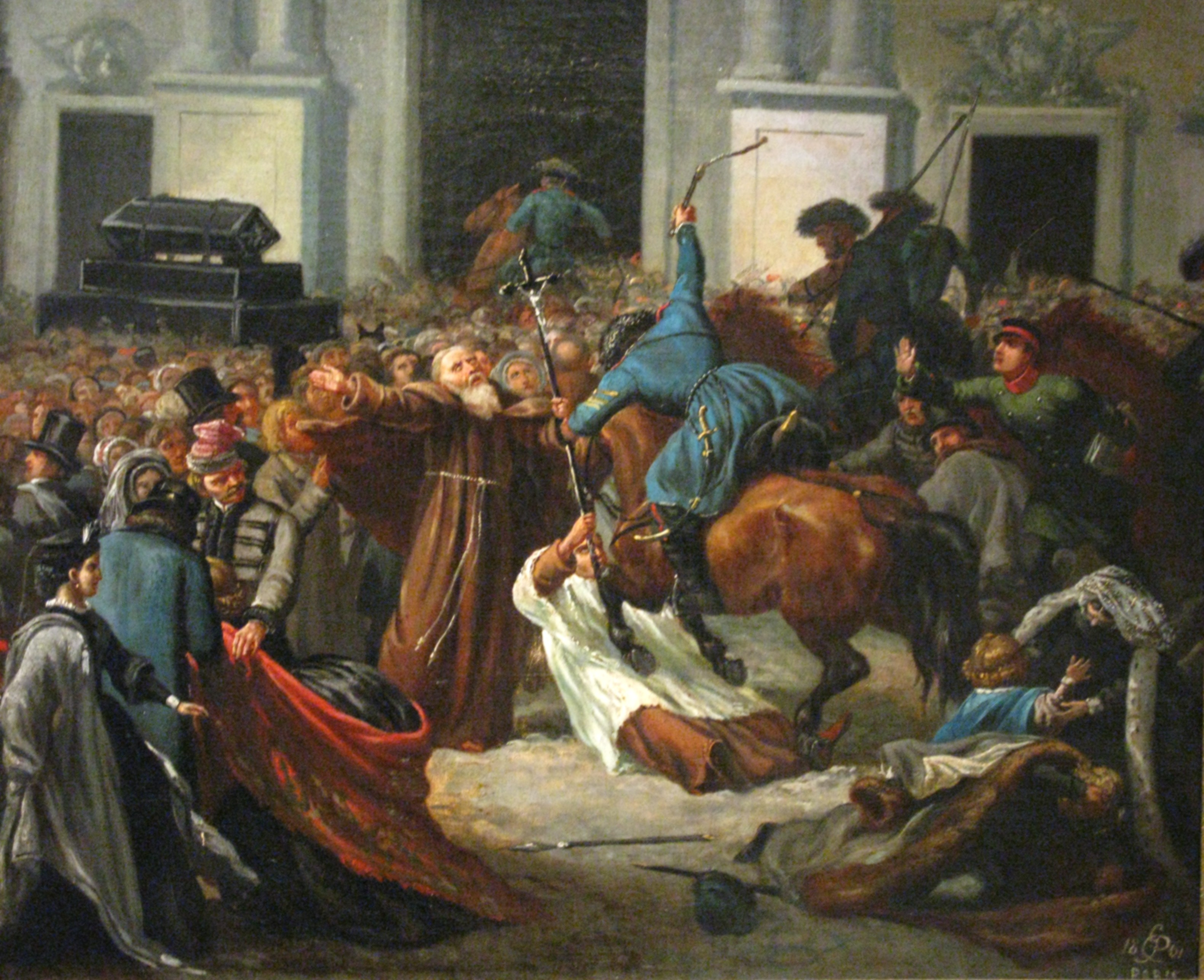
Một cuộc biểu tình yêu nước trước St. Anne, ngày 27 tháng 2 năm 1861, kết thúc trong nhiều cuộc đổ máu.

Nhà thờ St. Anne đã được xây dựng lại nhiều lần vào năm 1603, 1634, 1636 và năm 1667 (nó bị tàn phá nặng nề trong cuộc bao vây Warsaw và bị quân đội Thụy Điển và Đức cướp phá vào những năm 1650). Giữa những năm 1740 và 1760, mặt tiền được xây dựng lại theo phong cách rococo bởi thiết kế của Jakub Fontana và được trang trí với hai tháp chuông bằng nư. Các bức tường và trần vòm hình bán nguyệt của nhà thờ, được chia thành các gian nhà, được trang trí vào thời điểm đó bằng những bức tranh có nội dung, sử dụng các kỹ thuật ảo ảnh và mô tả cảnh trong cuộc đời của Saint Anne. Một nhà nguyện của Saint Ładysław cũng được trang trí theo kiểu này. Tất cả các bức tranh là của Friar Walenty Żebrowski.
Nhà thờ đã được xây dựng lại lần gần đây nhất từ năm 1786 đến 1788 theo lệnh của vua Stanisław August Poniatowski.
Trong Khởi nghĩa Warsaw 1794, một phần của cuộc nổi dậy Kosciuszko năm 1794, Giám mục Józef Kossakowski, được coi là kẻ phản bội của dân tộc, bị xử tử ở phía trước của nhà thờ (treo cổ trong một tràng pháo tay lớn bởi người dân Warsaw).
Nhà thờ đã bị hư hại nhẹ trong một cuộc không kích của Đức vào Warsaw năm 1939 (mái nhà và tháp pháo bị phá hủy bởi lửa và được kiến trúc sư Beata Trylińska xây dựng lại). Mái nhà sau đó đã bị hư hại nghiêm trọng dưới tay binh lính Wehrmacht sau sự sụp đổ của cuộc nổi dậy Warsaw.

## Mặt tiền và nội thất
Mặt tiền hiện tại được xây dựng vào năm 1788 theo phong cách Tân cổ điển điển hình dưới triều đại của vua Stanisław August Poniatowski, bởi Chrystian Piotr Aigner. Các nhà điêu khắc thời đó là Jakub Monaldi và Franciszek Pinck, những người đã tạc tượng của bốn nhà truyền giáo trang trí mặt tiền. Nội thất của nhà thờ hiện đang theo phong cách baroque cao với một số nhà nguyện. Nhà thờ tạo ấn tượng cho khách tham quan với nội thất phong phú đến bất ngờ với đầy những bức bích họa.
Ví dụ duy nhất về một hầm kim cương được bảo quản ở Warsaw có thể được nhìn thấy trong hành lang dẫn đến nhà kho.

## Hình ảnh

### Hình ảnh lịch sử

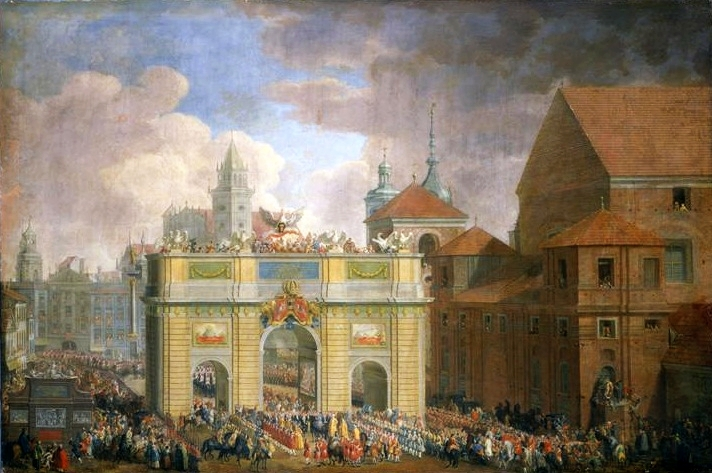
Nhà thờ Thánh Anne (phải) năm 1734
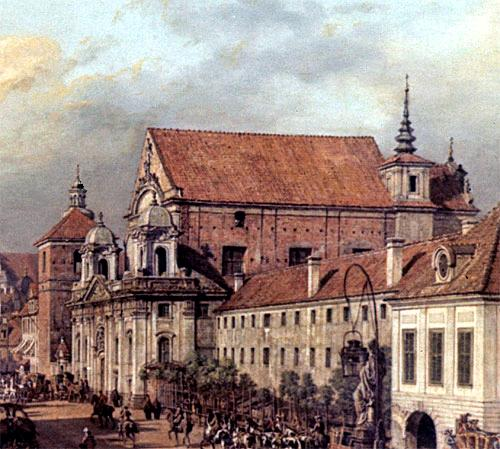
Nhà thờ của Bernardo Bellotto, những năm 1770
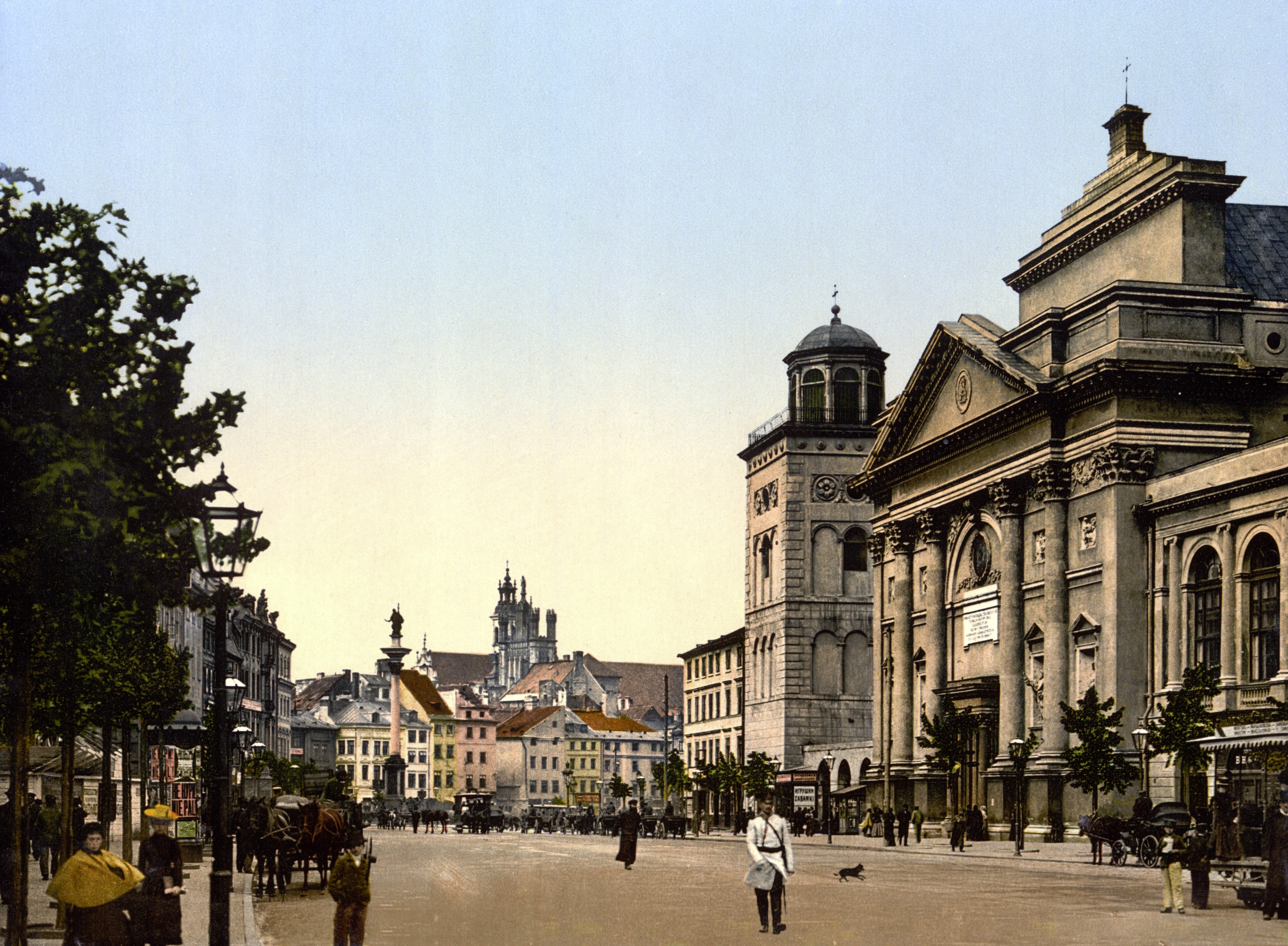
St. Anne khoảng những năm 1900

### Bên trong

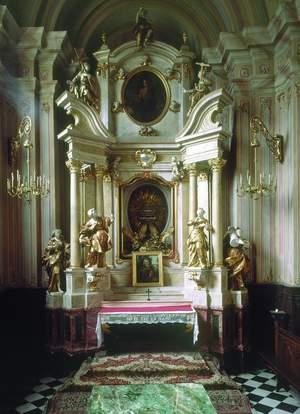
Nhà nguyện Kryskich, Lăng mộ Thủ tướng Feliks Kryski
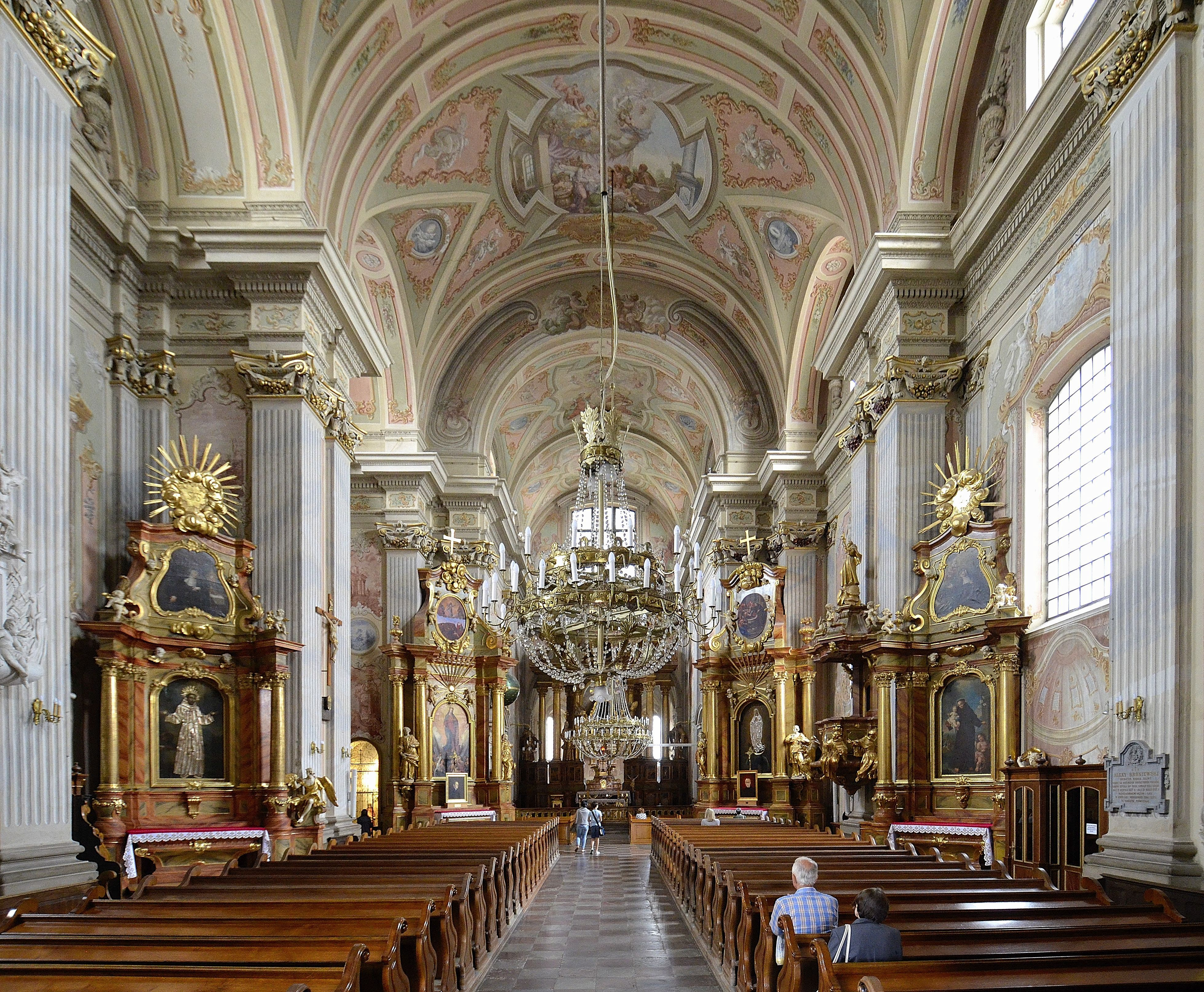
Nhìn tổng quát
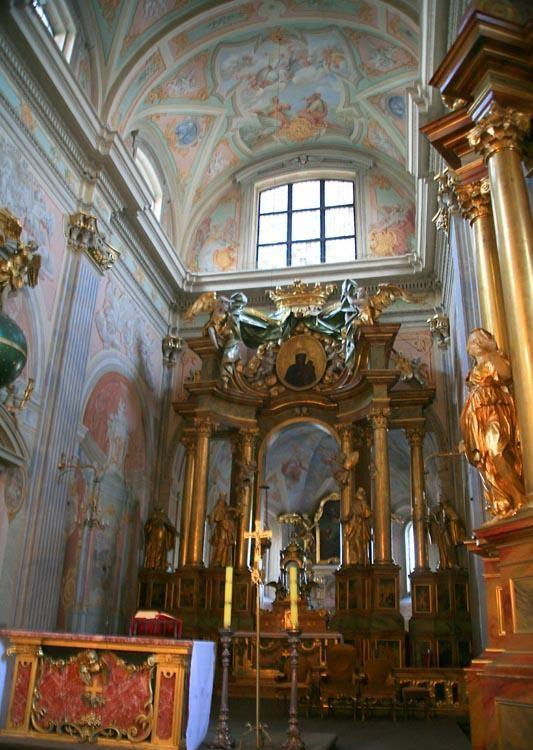
Bàn thờ chính

### Ngoại thất

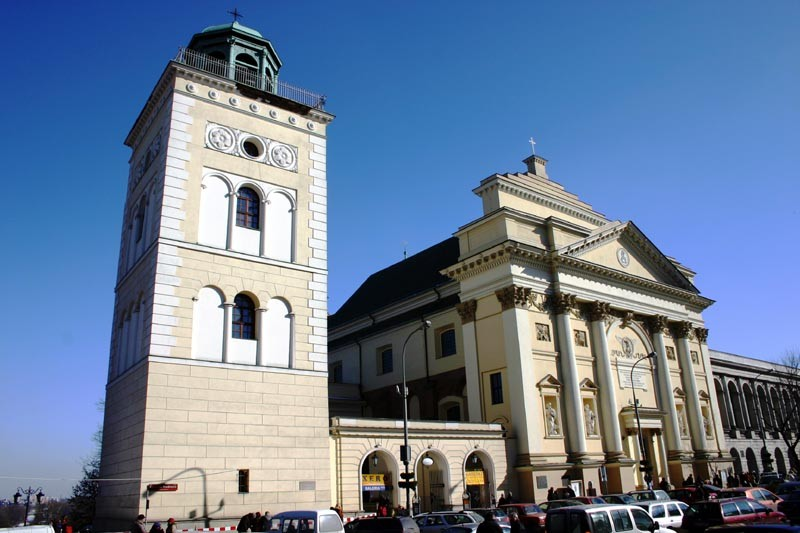
Tháp chuông St. Anne
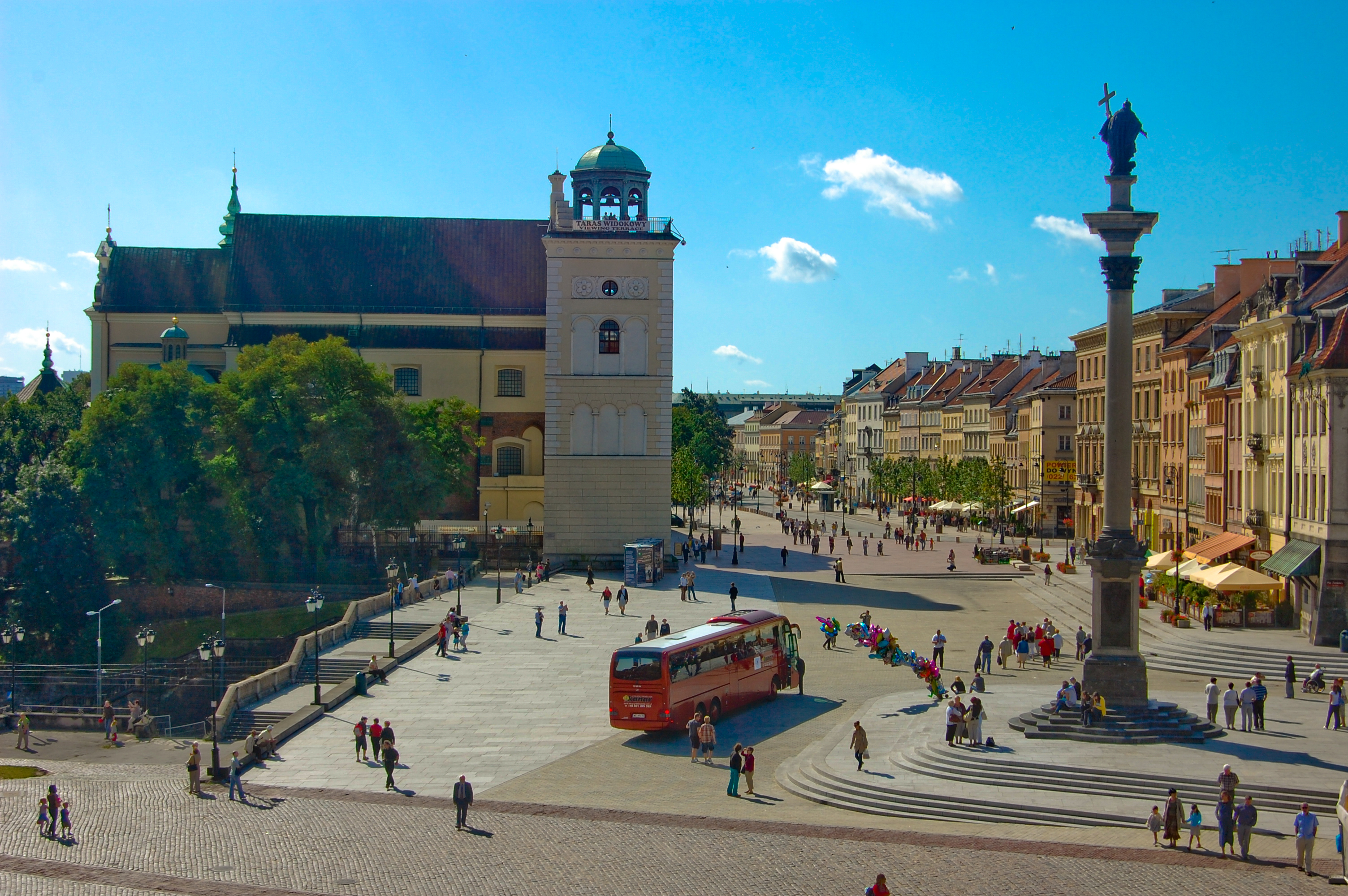
Nhà thờ nhìn từ Quảng trường Lâu đài
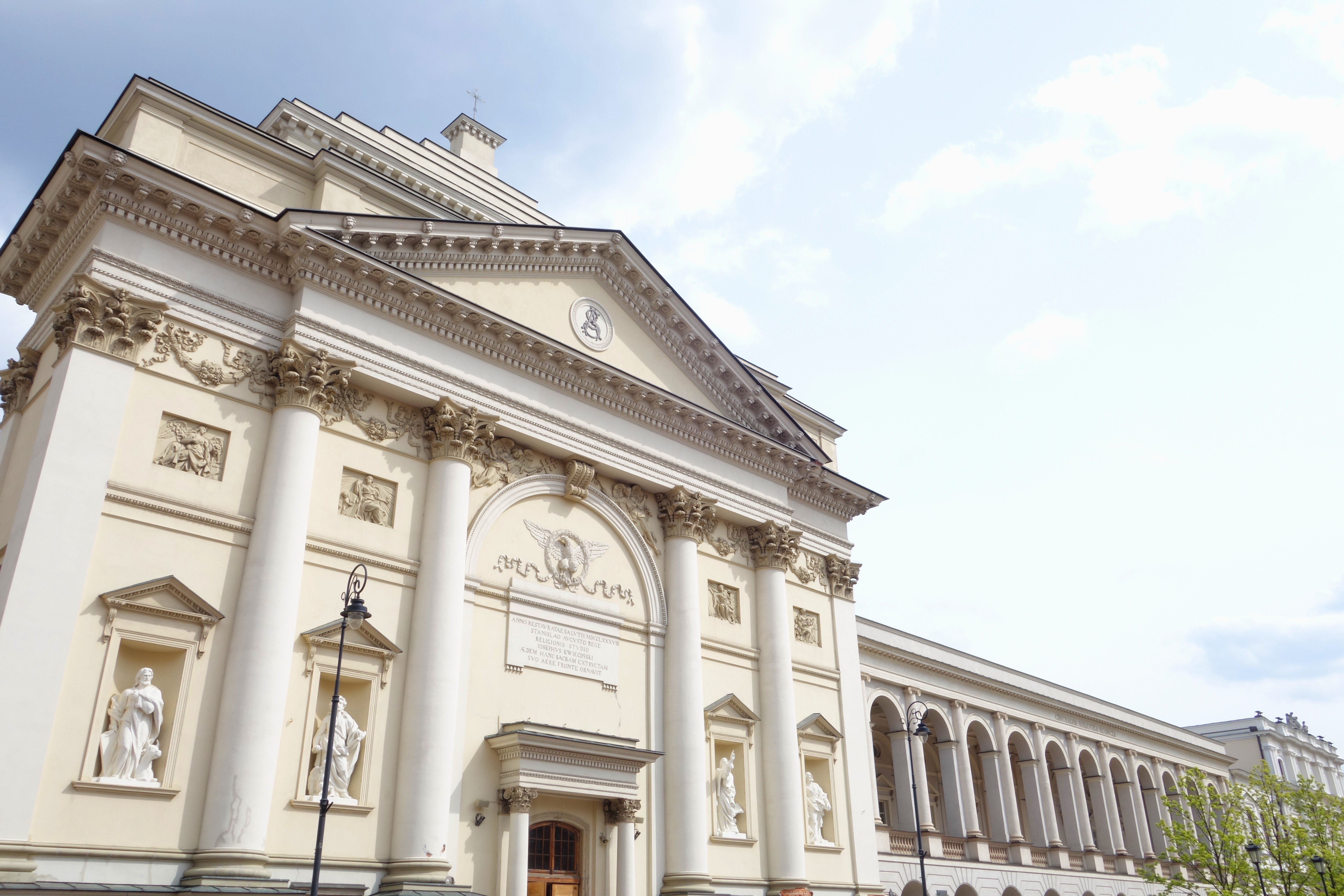
Nhà thờ St.Anne ở Warsaw với hàng cột